# 青森中央郵便局
青森中央郵便局（あおもりちゅうおうゆうびんきょく）は青森県青森市堤町の国道4号線沿いにある郵便局である。
民営化以前の分類では集配普通郵便局であった。

## 概要
住所：〒030-8799 青森県青森市堤町1-7-24

### 併設施設
- ゆうちょ銀行青森店（仙台支店青森出張所）：取扱店番号840010
- ゆうちょ銀行青森地域センター

### 分室
分室はなし。以下は過去に存在した分室である。
- 駅前分室（84001A） - 1989年（平成元年）7月24日、青森西郵便局へ移管。

## 沿革
- 1872年（明治5年）旧7月 - 青森郵便取扱所として開設[1]。
- 1873年（明治6年） - 青森郵便役所となる[1]。
- 1875年（明治8年）1月1日 - 青森郵便局（二等）となる。翌日より為替取扱を開始[1]。
- 1879年（明治12年）1月10日 - 局内に駅逓局貯金預所を開設。
- 1885年（明治18年） - 電信取扱を開始[1]。
- 1887年（明治20年）4月1日 - 青森郵便電信局となる[1]。
- 1903年（明治36年）4月1日 - 通信官署官制の施行に伴い青森郵便局となる[1]。
- 1912年（明治45年）2月21日 - 駅前分室を設置。
- 1947年（昭和22年）12月11日 - 郵便局で取扱う電話通話事務を除く電話事務を青森電話局に移管[2]。
- 1979年（昭和54年） - 局舎新築落成。同位置にあった旧局舎を取り壊して新築したため、建設中は近隣の松原に所在した旧青森山田高等学校校舎を仮局舎として使用した。
- 1987年（昭和62年）7月1日 - 青森中央郵便局に改称[3]。
- 1989年（平成元年）7月24日 - 駅前分室を、同日開局した青森西郵便局へ移管。
- 1991年（平成3年）10月1日 - 外国通貨の両替および旅行小切手の売買に関する業務取扱を開始。
- 2001年（平成13年）12月3日 - 貯金窓口において青森市営バスのバスカードの取り扱い開始。
- 2006年（平成18年）10月2日 - 野内郵便局から集配業務を移管[4]。
- 2007年（平成19年）10月1日 - 民営化に伴い、併設された郵便事業青森支店、ゆうちょ銀行青森店、かんぽ生命保険青森支店に一部業務を移管。
- 2012年（平成24年）10月1日 - 日本郵便株式会社の発足に伴い、郵便事業青森支店を青森中央郵便局に統合。
- 2015年（平成27年）
  - 5月7日 - 青森西郵便局から「030-01xx」「038-001x」「038-002x」区域の集配業務を移管。
  - 8月22日 - ゆうゆう窓口の24時間営業を廃止。
- 2018年（平成30年）5月14日 - かんぽ生命保険青森支店が当局から、同市本町一丁目に移転。

## 取扱業務

### 青森中央郵便局
- 郵便、印紙、ゆうパック、内容証明
- 生命保険、バイク自賠責保険、自動車保険 - 平日18時まで営業。
- 地方公共団体事務（青森市バスカード・ごみ処理券の販売）
- 青森市内の中央部（〒030-08xx）、東部（〒030-09xx、〒039-35xx）、および南部（〒030-01xx、〒038-001x、〒038-002x）地域の集配業務
- ゆうゆう窓口

### ゆうちょ銀行青森店
- 貯金、貸付、為替、振替、振込、国際送金、外貨両替、国債、投資信託、変額年金保険 - 平日18時まで営業。
- ATM

## 周辺
- 青森市文化会館
- エフエム青森
- ホテル青森
- ホテルクラウンパレス青森 - 旧青森厚生年金会館（ウェルシティ青森）
- 青森市立橋本小学校
- 青森みちのく銀行本店
- 棟方志功記念館
- 堤川

## アクセス
- JR青森駅（東口）から徒歩約29分
- 青森市営バス、JRバス東北、弘南バス、十和田観光電鉄、下北交通 [5]「文化会館前」停留所下車後、徒歩2分
- 青森自動車道 青森中央ICから北へ約4km
- 国道4号沿い
- 駐車場あり：28台